# Jim Thorpe
James Francis „Jim“ Thorpe (* wahrscheinlich am 22. Mai 1887 bei Prague im Indianerterritorium (heute Oklahoma) als Wa-Tho-Huck (= Leuchtender Pfad); † 28. März 1953 in Lomita, Kalifornien) war ein erfolgreicher US-amerikanischer Athlet in verschiedenen Sportarten. Er gewann olympische Goldmedaillen im Fünfkampf und im Zehnkampf, war Profispieler im American Football und im Baseball und spielte auch Basketball. Seine olympischen Medaillen wurden ihm aberkannt, da er vor den Olympischen Spielen 1912 zwei Jahre lang in einer halbprofessionellen Baseball-Liga gespielt und somit gegen die Amateurbestimmungen verstoßen hatte.
Nach dem Verlust des Amateurstatus spielte Thorpe von 1913 bis 1919 in der Major League Baseball, unter anderem bei den New York Giants. 1915 schloss er sich auch den Canton Bulldogs an, die 1920 zu den Gründungsmitgliedern der National Football League gehörten. Er selbst leitete den Vorgänger dieser Profiliga zwei Jahre lang nominell als Präsident. Insgesamt spielte Thorpe bis 1928 für sieben verschiedene Footballmannschaften. Ebenso gründete er ein ausschließlich aus Indianern zusammengesetztes Basketballteam. Bis zum Alter von 41 Jahren war er als Profisportler aktiv, sein Karriereende fällt mit der Weltwirtschaftskrise zusammen. Thorpe versuchte sich als Schauspieler, hatte aber zunehmend Mühe, seinen Lebensunterhalt zu verdienen. Er litt an Alkoholismus und verbrachte seine letzten Lebensjahre in Armut. 1983, dreißig Jahre nach seinem Tod, rehabilitierte ihn das Internationale Olympische Komitee und führte ihn seitdem als Co-Sieger des Fünf- sowie Zehnkampfwettbewerbs. Seit Juli 2022 ist er wieder alleiniger Sieger dieser beiden Wettbewerbe.
Aufgrund der Tatsache, dass Thorpe mehrere Sportarten auf höchstem Niveau ausübte, gilt er als einer der herausragendsten Athleten des modernen Sports. Die Associated Press bezeichnet ihn als besten Athleten der ersten Hälfte des 20. Jahrhunderts. Als einer der ersten Spieler überhaupt wurde er 1963 in die Pro Football Hall of Fame aufgenommen. Eine Kleinstadt in Pennsylvania ist nach ihm benannt, was aber aus touristisch-kommerziellen Gründen erfolgte; Thorpe hatte zu dieser Stadt keine Verbindung.

## Biografie

### Kindheit und Jugend

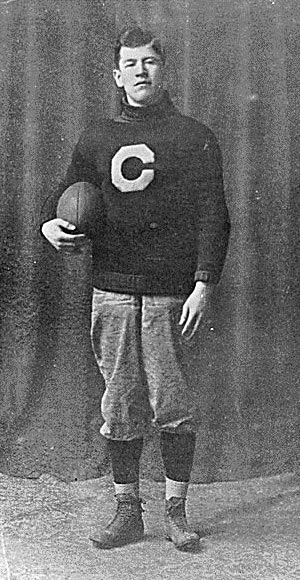
In der Uniform der Carlisle Indian Industrial School (ca. 1909)

Informationen über die Umstände von Thorpes Geburt, seinen vollen Namen und seine ethnische Herkunft variieren je nach Quellenlage. Es ist bekannt, dass er im Indianerterritorium zur Welt kam, doch seine Geburtsurkunde bleibt unauffindbar. Gemäß mehreren übereinstimmenden Biografien ist es am wahrscheinlichsten, dass er am 22. Mai 1887 nahe der Ortschaft Prague im heutigen Bundesstaat Oklahoma geboren wurde. Jacobus Franciscus Thorpe lautet der Name auf seiner Taufbescheinigung der Römisch-katholischen Kirche. Thorpe selbst schrieb 1943 in einer Mitteilung an die Lokalzeitung The Shawnee News-Star, er sei am 28. Mai 1888 geboren worden, „nahe und südlich von Bellemont im Pottawatomie County, am Ufer des North Fork River … ich hoffe, das wird die Nachfragen über meinen Geburtsort klären.“ Bellemont war ein kleiner Ort an der Grenze von Pottawatomie County und Lincoln County, der heute nicht mehr existiert.
Sein Vater Hiram Thorpe hatte einen irischen Vater und eine Mutter aus dem Volk der Sauk-Meskwaki. Seine Mutter Charlotte Vieux hatte einen französischen Vater und eine Potawatomi-Mutter. Thorpe wuchs gemäß den Traditionen der Sauk-Meskwaki auf, sein Meskwaki-Name lautete Wa-Tho-Huck („Heller Pfad“). Wie bei den Sauk-Meskwaki üblich, war er nach einem Ereignis während seiner Geburt benannt worden. In seinem Falle war es die Sonne, die den Pfad zur Hütte, in der er geboren wurde, beschienen hatte. Beide Elternteile gehörten der römisch-katholischen Konfession an, Jim Thorpe selbst befolgte diese sein ganzes Leben lang.
Zusammen mit seinem Zwillingsbruder Charles absolvierte er die Grundschule in Stroud, Oklahoma, in einer Einrichtung der Sauk-Meskwaki-Indianeragentur. Charles half ihm beim Schulstoff, bis er im Alter von neun Jahren an einer Lungenentzündung starb. Jim Thorpe verkraftete den Tod seines Bruders schlecht und schwänzte mehrmals die Schule. Der Vater schickte ihn daraufhin an das Haskell Institute in Lawrence, Kansas, um weitere Schulverweigerung zu unterbinden. Als die Mutter zwei Jahre später aufgrund einer Fehlgeburt starb, litt Thorpe an Depressionen. Nach mehreren Streitereien mit seinem Vater ging er von zu Hause fort, um auf einer Pferderanch zu arbeiten.
1904 kehrte der damals 16-jährige Thorpe zu seinem Vater zurück und entschloss sich, die Carlisle Indian Industrial School, ein renommiertes Internat für Indianer in Carlisle, Pennsylvania, zu absolvieren. Dort entdeckte Glenn „Pop“ Warner, einer der einflussreichsten Trainer in der Frühphase von American Football, sein sportliches Talent. Als der Vater im selben Jahr an einer Gangrän starb, die er sich bei einem Jagdunfall zugezogen hatte, schmiss Thorpe erneut die Schule. Er arbeitete eine Zeitlang auf einer Farm und kehrte daraufhin nach Carlisle zurück.

### Beginn der Sportkarriere

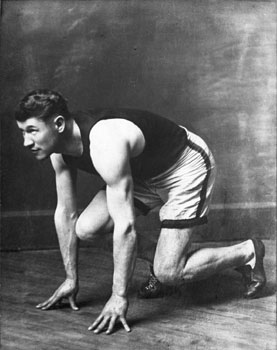
Jim Thorpe (1912)

Eine Legende erzählt, Thorpes Sportkarriere habe 1907 in Carlisle begonnen. Er soll an der Leichtathletikanlage vorbeigekommen sein und in gewöhnlicher Straßenkleidung die Hochspringer der Schule mit einem spontanen Sprung über 1,75 m geschlagen haben. Ob dies stimmt, kann nicht nachgewiesen werden, doch seine ersten aufgezeichneten Ergebnisse in der Leichtathletik stammen tatsächlich aus dem Jahr 1907. Darüber hinaus spielte Thorpe American Football, Baseball und Lacrosse. Er nahm auch an Kursen für Standardtänze teil und gewann 1912 die Schul-Tanzmeisterschaft.
1911 stand Thorpe erstmals im landesweiten Fokus der Öffentlichkeit. Als Runningback, Defensive Back, Kicker und Punter erzielte er für die Footballmannschaft seiner Schule beim überraschenden 18:15-Sieg gegen die Harvard University (eines der besten Teams der NCAA) alle Field Goals. Im darauf folgenden Jahr war er maßgeblich dafür verantwortlich, dass Carlisle die nationale College-Meisterschaft gewann. In zwölf Spielen erzielte er 25 Touchdowns und 198 Punkte.
Ein besonderes Spiel war der 27:6-Sieg über das Team der United States Military Academy, als Thorpe ein Touchdown nach einem Lauf über 97 Yards (89 m) gelang. Der spätere US-Präsident Dwight D. Eisenhower war damals einer seiner Gegenspieler. Über Thorpe sagte er 1961 in einer Rede: „Hier und da gibt es einige Leute, die im höchsten Maße talentiert sind. Meine Erinnerungen führen mich zu Jim Thorpe. Er trainierte nie in seinem Leben und er konnte alles besser als irgendein anderer Footballspieler, den ich jemals gesehen habe.“ (Here and there, there are some people who are supremely endowed. My memory goes back to Jim Thorpe. He never practiced in his life, and he could do anything better than any other football player I ever saw.)
1911 und 1912 wurde Thorpe ins All-Star-Team gewählt. Football war und blieb sein Lieblingssport und er nahm nur gelegentlich an Leichtathletik-Wettkämpfen teil. Trotzdem war es die Leichtathletik, die ihm später den größten Ruhm einbringen sollte. Im Frühjahr 1912 begann er für die Olympischen Spiele in Stockholm zu trainieren. Er hatte zuvor seine Bemühungen auf Sprünge, Hürdenläufe und Kugelstoßen beschränkt, fügte nun aber Stabhochsprung, Speerwurf, Diskuswurf, Hammerwurf und das Gewichtwerfen zum Trainingsprogramm hinzu.

### Olympische Spiele 1912

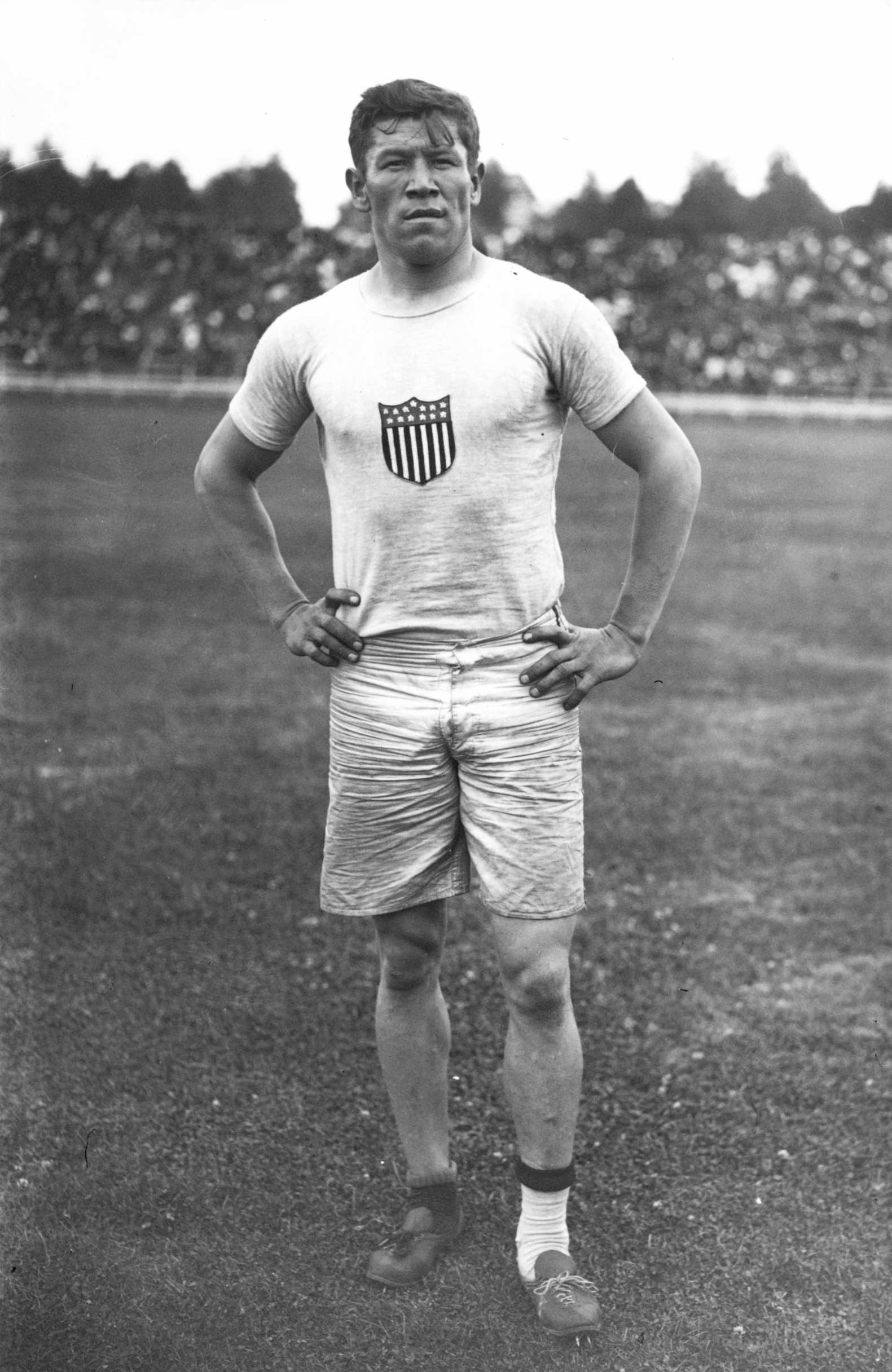
Thorpe bei den Olympischen Spielen 1912

In Stockholm standen zwei neue Mehrkampfdisziplinen auf dem Programm, der Fünfkampf und der Zehnkampf. Ein Fünfkampf, der auf dem antiken Vorbild basierte, war bei den inoffiziellen Olympischen Zwischenspielen 1906 ausgetragen worden, während die modernere Variante aus Weitsprung, Speerwurf, 200-Meter-Lauf, Diskuswurf und 1500-Meter-Lauf bestand. Der Zehnkampf war eine gänzlich neue olympische Disziplin. Er wurde aber in den USA bereits seit den 1880er-Jahren ausgeübt und eine Version war Teil des Programms der Olympischen Spiele 1904 gewesen. Die neue olympische Version unterschied sich geringfügig von der amerikanischen. Beide Wettkämpfe waren auf Thorpes Vielseitigkeit zugeschnitten. Thorpe trat im Celtic Park in New York zu den Trials an, der amerikanischen Vorausscheidung. Im Fünfkampf entschied er drei Teildisziplinen für sich. Aufgrund zu geringer Teilnehmerzahl musste die Vorausscheidung im Zehnkampf abgesagt werden und er würde deshalb seinen ersten und – wie sich später herausstellen sollte – einzigen Zehnkampf in der schwedischen Hauptstadt bestreiten. Zum amerikanischen Fünf- und Zehnkampfteam gehörte auch der spätere IOC-Präsident Avery Brundage.
Thorpes Wettkampfplan bei den Olympischen Spielen war dicht gedrängt. Neben dem Zehnkampf und dem Fünfkampf nahm er auch an den Einzelwettbewerben im Weitsprung und Hochsprung teil. Seinen ersten Einsatz hatte er am 7. Juli im Fünfkampf: Er war der herausragende Athlet und entschied vier der fünf Teildisziplinen für sich; im Speerwurf erreichte er den dritten Platz, obwohl er vor 1912 diese Disziplin noch nie ausgeübt hatte. Der Wettbewerb wurde zwar vorrangig nach der Anzahl der Platzziffern gewertet, es gab aber auch Punkte für die in den einzelnen Disziplinen erzielten Leistungen. Thorpe erhielt 4041,530 Punkte, über 400 mehr als der zweitplatzierte Norweger Ferdinand Bie. Am selben Tag, an dem er die Goldmedaille im Fünfkampf gewonnen hatte, qualifizierte sich Thorpe für das Hochsprungfinale und erreichte in diesem den vierten Platz. Am 12. Juli war er Siebtplatzierter im Weitsprung.
Thorpes letzter Einsatz war der Zehnkampf vom 13. bis 15. Juli, bei dem man von einem harten Zweikampf mit dem Schweden Hugo Wieslander ausging. Doch auch Wieslander war kein Gradmesser für Thorpe und erzielte fast 700 Punkte weniger (Thorpe selbst erreichte 8412,955 Punkte). In allen zehn Disziplinen war der Amerikaner mindestens der Viertbeste gewesen. Thorpes Leistung war auch deshalb bemerkenswert, weil kurz vor dem Wettkampf seine Schuhe gestohlen worden waren. Er musste mit zwei nicht zusammenpassenden Ersatzschuhen antreten, wobei er einen davon in einem Abfalleimer fand. Neben der Leichtathletik bestritt Thorpe auch zwei Baseballspiele, um die in Europa noch kaum bekannte Sportart vorzustellen; die amerikanische Mannschaft bestand ausschließlich aus Leichtathleten.
Wie es damals üblich war, wurden den Athleten die Medaillen am letzten Tag während der Schlussfeier überreicht. Außer den zwei Goldmedaillen erhielt Thorpe auch zwei Wanderpokale, die vom schwedischen König Gustav V. und vom russischen Zaren Nikolaus II. für den Sieger des Zehnkampfs bzw. des Fünfkampfs gestiftet worden waren. Bei der Übergabe des Pokals soll König Gustav gesagt haben: „Sie, mein Herr, sind der größte Athlet der Welt.“ (You, Sir, are the greatest athlete in the world.) Thorpe soll daraufhin mit „Danke, König“ (Thanks, King) geantwortet haben. Ob dieser Wortwechsel tatsächlich stattgefunden hat, ist zweifelhaft, zumal zeitgenössische Quellen fehlen. Diese Anekdote erschien erstmals 1948 in einer Zeitung und vier Jahre später in einem Buch.
Thorpes Erfolge waren in seiner Heimat nicht unbeachtet geblieben und bei seiner Rückkehr war er die Hauptattraktion einer Konfettiparade auf dem Broadway in New York. Später schrieb er darüber: „Ich hörte Leute meinen Namen schreien und ich konnte nicht glauben, dass ein Kerl so viele Freunde haben kann.“ (I heard people yelling my name, and I couldn't realize how one fellow could have so many friends.)

### Verlust des Amateurstatus

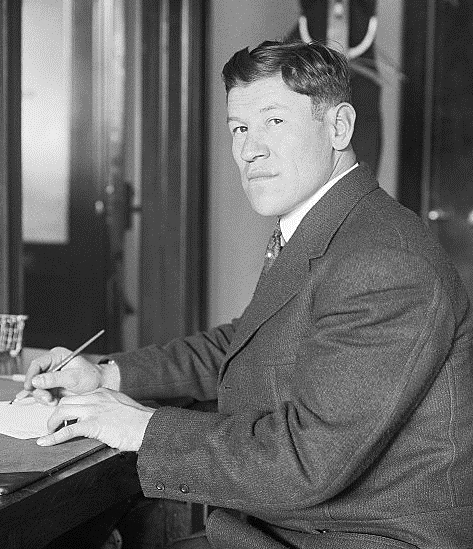
Thorpe im Jahr 1913

Zu Beginn des 20. Jahrhunderts galten strenge Amateurbestimmungen für Athleten, die an Olympischen Spielen teilnahmen. Athleten, die Preisgelder für Wettkämpfe erhalten hatten, Sportlehrer waren oder zuvor gegen Profis angetreten waren, galten nicht als Amateure und waren bei olympischen Wettkämpfen nicht teilnahmeberechtigt. Zwar gab es die verschiedenen Hintertüren, diese aber setzten voraus, dass sich der zuständige Verband für seinen Athleten einsetzte. Genau das tat aber die AAU, angeführt von Avery Brundage, selbst Zehnkämpfer und Thorpe unterlegen, jedoch nicht.
Ende Januar 1913 veröffentlichte die Zeitung Worcester Telegram aus Worcester, Massachusetts, einen Artikel, wonach Thorpe professionell Baseball gespielt haben solle. Verschiedene andere Zeitungen griffen diese Geschichte auf. Thorpe hatte 1909 und 1910 tatsächlich in der Eastern Carolina League für Rocky Mount, North Carolina, gespielt, wobei die Angaben des dafür erhaltenen Geldbetrags zwischen zwei Dollar je Spiel und 35 Dollar je Woche schwanken. College-Spieler standen damals in der Sommersaison oft bei Profiteams unter Vertrag, verwendeten dabei aber im Gegensatz zu Thorpe Pseudonyme.
Während sich die Öffentlichkeit nicht besonders für Thorpes Vergangenheit zu interessieren schien, nahmen die Amateur Athletic Union (AAU) und insbesondere deren Sekretär James E. Sullivan die Angelegenheit sehr ernst. Thorpe schrieb Sullivan einen Brief, in welchem er zugab, ein professioneller Baseballspieler gewesen zu sein: „Ich hoffe, dass ich teilweise durch die Tatsache entschuldigt werde, dass ich einfach ein Indianerjunge war und nicht alles von solchen Dingen wusste. Ich wusste nicht, dass ich etwas Falsches tat, denn ich tat etwas, wovon ich wusste, dass andere Collegeschüler es auch tun, außer dass sie nicht ihren eigenen Namen verwendeten …“ (I hope I will be partly excused by the fact that I was simply an Indian schoolboy and did not know all about such things. In fact, I did not know that I was doing wrong, because I was doing what I knew several other college men had done, except that they did not use their own names …)
Sein Brief half nicht: Die AAU entschied, Thorpe nachträglich den Amateurstatus zu entziehen, und forderte das IOC auf, diesem Beispiel zu folgen. Das IOC entschied noch im selben Jahr einstimmig, Jim Thorpe seine olympischen Titel, Medaillen und Auszeichnungen abzuerkennen, und erklärte ihn zum Profi. Thorpe hatte zwar tatsächlich für Geld gespielt, doch seine Disqualifikation entsprach nicht dem Regelwerk. In den Bestimmungen für die Olympischen Spiele 1912 stand geschrieben, dass sämtliche Proteste spätestens dreißig Tage nach der Schlussfeier vorgebracht werden mussten. Die ersten Zeitungsberichte waren sechs Monate nach den Spielen in Stockholm erschienen. Es gibt Hinweise darauf, dass Thorpes Profistatus schon vor den Spielen bekannt war. Doch dann soll die AAU diese Tatsache bewusst ignoriert haben, bis sie 1913 damit konfrontiert wurde. Das einzig Positive für Thorpe an der Affäre war, dass er kurz nach dem Erscheinen der Zeitungsberichte Angebote von mehreren Mannschaften der Major League Baseball (MLB) erhielt.

### Baseball-Karriere
Das letzte Minor-League-Team, bei dem Thorpe unter Vertrag stand, war 1910 aufgelöst worden. Er war somit einer der damals wenigen Free Agents und konnte frei entscheiden, für welches MLB-Team er spielen wollte. Im Januar 1913 lehnte er einen festen Startplatz bei den St. Louis Browns ab und unterschrieb bei den New York Giants, auch wenn er dort vorerst nur in der Reserve war. Unmittelbar nach der Niederlage in den World Series im Oktober 1913 gingen die Giants zusammen mit den Chicago White Sox auf Welttournee. Überall, wo die Mannschaft spielte, egal ob in den USA oder im Ausland, war Thorpe unzweifelhaft der Star der Veranstaltung. Er sorgte für Aufmerksamkeit in den Medien und hohe Zuschauereinnahmen. Zu den Höhepunkten der Welttournee gehörten Audienzen bei Papst Pius X. und Abbas II., dem letzten Khediven von Ägypten; in London spielte er vor 20.000 Zuschauern, unter ihnen König George V.
Drei Jahre lang kam Thorpe bei den Giants sporadisch als Outfielder zum Einsatz. 1916 spielte er eine Saison lang bei den Milwaukee Brewers in einer Minor League und kehrte danach zu den Giants zurück. Bereits während der Frühphase der Saison 1917 wurde er an die Cincinnati Reds verkauft. Beim „doppelten No-Hitter“ zwischen Fred Toney von den Reds und Hippo Vaughn von den Chicago Cubs gelang Thorpe der entscheidende Run im zehnten Inning. Fast am Ende der Saison wurde er an die Giants zurückverkauft. 1918 spielte er weiterhin sporadisch für dieses Team, bevor er am 21. Mai 1919 im Austausch gegen Pat Ragan für eine Saison zu den Boston Braves wechselte. Während seiner Profikarriere, die bis zum 25. September 1919 dauerte, erzielte er 91 Runs, 82 Run Batted In und ein Batting Average von 252 in insgesamt 289 Spielen. Bis 1922 spielte Thorpe für verschiedene Teams in den Minor Leagues.

### American Football und Basketball
Während seiner Zeit als Baseball-Profi war Thorpe auch als Footballspieler aktiv. 1913 war er Teammitglied der Pine Village Pros aus dem Warren County in Indiana. 1915 unterschrieb er einen Vertrag mit den Canton Bulldogs aus Canton, Ohio. Daraufhin erhielt er 250 Dollar pro Spiel, ein enormer Betrag für die damalige Zeit. Vor Thorpes Verpflichtung betrug der Zuschauerschnitt der Bulldogs 1200 je Spiel; zu seinem Debüt gegen die Massillon Tigers erschienen über 8000 Zuschauer. Die Mannschaft war erfolgreich und gewann in den Jahren 1916, 1917 und 1919 die regionale Meisterschaft. Das entscheidende Spiel der Saison 1919 entschied Thorpe von der Fünf-Yards-Linie aus mit einem windunterstützten Punt von 95 Yards Länge.
1920 gehörten die Canton Bulldogs zu den 14 Gründungsmitgliedern der American Professional Football Association (APFA), aus der zwei Jahre später die National Football League (NFL) entstand. Thorpe war nominell der erste Präsident der APFA, spielte aber weiterhin für die Bulldogs und trainierte diese auch. Nach einem Jahr wurde er durch Joseph Carr als Präsident abgelöst. In den Jahren 1922 und 1923 organisierte Thorpe die NFL-Mannschaft der Oorang Indians aus La Rue, Ohio. Dabei handelte es sich um ein ausschließlich aus Indianern zusammengesetztes Team. Es war nicht besonders erfolgreich und verlor mehr Spiele als es gewann – die Bilanz lautete 3:6 in der Saison 1922 und 1:10 in der Saison 1923. Thorpes eigene Leistung war jedoch so gut, dass die Green Bay Press-Gazette ihn 1923 in das erste All-Star-Team der NFL wählte (1931 nachträglich von der NFL offiziell anerkannt). Er war von 1920 bis 1928 bei sechs verschiedenen Profiteams unter Vertrag, gewann aber nie einen Meistertitel. Im Alter von 41 Jahren und nach 52 NFL-Spielen trat er zurück.
Bis 2005 den meisten Biografen unbekannt war die Tatsache, dass Thorpe auch Basketball gespielt hatte – bis zum Fund einer Eintrittskarte, die in einem alten Buch versteckt war und auf der sein Name aufgedruckt ist. Ab 1926 war er die Hauptattraktion der World-Famous Indians („die weltberühmten Indianer“) aus La Rue, die bis 1928 in mehreren Bundesstaaten spielte. Dieser Abschnitt seines Lebens ist nicht gut dokumentiert, obschon einige Lokalzeitungen darüber berichtet hatten.

### Ehen und Nachkommen
Thorpe war dreimal verheiratet und Vater von acht Kindern. 1913 heiratete er Iva M. Miller, die er während seiner Zeit an der Carlisle Indian Industrial School kennengelernt hatte. Sie erwarben ein Haus in Yale, Oklahoma und bewohnten es bis 1923. Es ist heute ein im National Register of Historic Places verzeichnetes Kulturdenkmal und beherbergt ein Museum. Das Paar hatte vier Kinder namens James jr. (im Alter von zwei Jahren verstorben), Gail, Charlotte und Frances. Miller reichte 1925 die Scheidung ein und gab böswilliges Verlassen als Grund an.
1926 heiratete Thorpe Freeda Verona Kirkpatrick. Sie arbeitete für den Manager des Footballteams, bei dem er damals spielte. Aus der zweiten Ehe gingen vier Söhne hervor: Phillip, William, Richard und John (genannt Jack). Nachdem sie 15 Jahre lang verheiratet gewesen waren, ließ sich Kirkpatrick von Thorpe scheiden. Schließlich war er ab 1945 in dritter Ehe mit Patricia Gladys Askew verheiratet, mit der er bis zu seinem Tod zusammenlebte.

### Weiterer Lebensweg und Tod

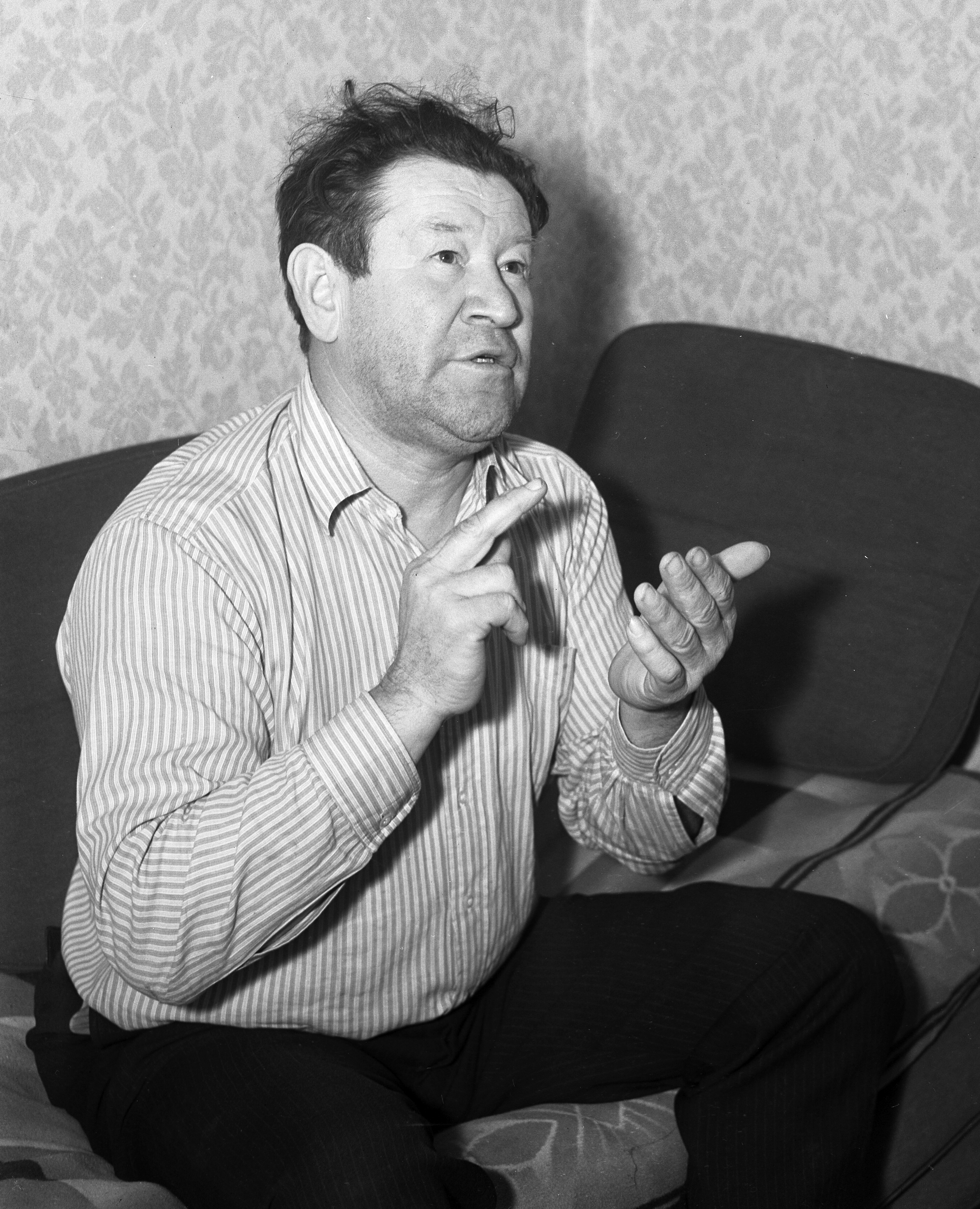
Jim Thorpe in seinem Haus in Inglewood, Kalifornien (1940)

Nach dem Ende seiner Sportkarriere hatte Thorpe Mühe, für den Lebensunterhalt seiner Familie zu sorgen. Er kam mit Arbeit außerhalb des Sportbereichs nicht sonderlich gut zurecht und blieb nie lange bei einer Arbeitsstelle. Besonders während der Weltwirtschaftskrise hielt er sich mit Gelegenheitsarbeiten über Wasser, unter anderem als Schauspieler in Hollywood. 
Insgesamt umfasst sein filmisches Schaffen über 70 Filme, wobei seine Rollen zu größeren Teil klein und im Abspann ungenannt blieben. Üblicherweise war er als Indianerhäuptling in Westernfilmen zu sehen. In der 1932 gedrehten Komödie Always Kickin’ hatte Thorpe eine größere Sprechrolle, wobei er sich selbst als Trainer darstellte, der jungen Footballspielern Dropkicks beibringt. Ein Jahr zuvor hatte er die Rechte an seiner Lebensgeschichte für 1500 Dollar an Metro-Goldwyn-Mayer verkauft. Ebenfalls 1932 stand er an der Seite von Tom Mix und Mickey Rooney in Mein Freund, der König vor der Kamera, im gleichen Jahr als Indianer in John Fords Abenteuerfilm Air Mail und 1935 neben Dean Jagger in dem Western Das Tal des Todes. 1940 stellte Thorpe im Film Knute Rockne, All American einen Footballschiedsrichter dar. Im Film Wagon Master aus dem Jahr 1950 war er als Stammesmitglied der Navajo zu sehen.
Die Rechte an seiner Lebensgeschichte gingen nach einigen Jahren an Warner Bros. über. Dieses Filmstudio produzierte 1951 den von Michael Curtiz gedrehten Film Jim Thorpe – All-American. Thorpe wurde dabei von Burt Lancaster verkörpert. Es kursierten Gerüchte, wonach Thorpe kein Geld erhalten hatte. Tatsächlich zahlte ihm Warner Bros. 15.000 Dollar, während der Marketingchef des Studios zusätzlich 2500 Dollar für eine Rente beisteuerte. Der Film enthielt Archivaufnahmen der Olympischen Spiele 1912 und 1932, in einer Szene hatte Thorpe einen Cameo-Auftritt als Footballtrainer.
Thorpe arbeitete unter anderem auch auf Baustellen sowie als Türsteher und Wachmann. 1945 trat er für kurze Zeit der Handelsmarine bei. Gegen Ende seines Lebens war er chronisch alkoholkrank. Ihm ging das Geld aus, und er verarmte. Als er 1951 wegen eines Krebsgeschwürs an den Lippen ins Krankenhaus eingeliefert werden musste, wurde er als Sozialfall aufgenommen. Bei einer Pressekonferenz bat seine Ehefrau Patricia Askew um Hilfe und sagte: „Wir sind pleite … Jim hat nichts als seinen Namen und seine Erinnerungen. Er hat Geld für seine eigenen Leute ausgegeben und es verschenkt. Er wurde oft ausgenutzt.“ Am 28. März 1953 erlitt Thorpe zum dritten Mal einen Herzinfarkt, als er zusammen mit seiner Ehefrau in seinem Wohnwagen in Lomita zu Mittag aß. Er konnte zwar wiederbelebt werden, verlor aber kurz darauf das Bewusstsein und verstarb im Alter von 64 Jahren.

### Opfer von Rassismus
Thorpes Vater und Mutter waren beide halbeuropäischer Herkunft, er selbst wuchs jedoch gemäß den Traditionen der Indianer auf. Seine Erfolge ereigneten sich in einer Zeit massiver Rassenungleichheit in den Vereinigten Staaten. Oft wurde behauptet, seine Medaillen seien ihm wegen seiner ethnischen Zugehörigkeit entzogen worden. Obwohl es schwierig ist, dies nachzuweisen, spiegelte die damalige öffentliche Meinung diese Ansicht weitgehend wider. Als Thorpe seine Goldmedaillen gewann, waren noch nicht alle Indianer als US-Bürger anerkannt; erst 1924 wurde allen die Staatsbürgerschaft gewährt.
Während Thorpes Zeit an der Carlisle Industrial School wurde die Ethnie der Studenten für Marketingzwecke genutzt. Das Football-Team trug den Namen Indians. Ein Foto von Thorpe und des Football-Teams von 1911 hob die ethnischen Unterschiede zwischen den konkurrierenden Athleten hervor; die Inschrift auf dem wichtigsten Spielball dieser Saison lautet: „1911, Indians 18, Harvard 15“. Darüber hinaus stellten die Schule und Journalisten sportliche Begegnungen oft als Konflikte zwischen Indianern und Weißen dar. Schlagzeilen wie „Indianer skalpieren Armee 27-6“ oder „Jim Thorpe läuft Amok“ waren bewusste Wortspielereien, die auf Stereotypen gegenüber dem ethnischen Hintergrund der Carlisle-Spieler basierten. Die erste Schlagzeile über Thorpe in der New York Times lautete: „Indianer Thorpe bei der Olympiade: Rothaut aus Carlisle wird einen Platz im amerikanischen Team anstreben“. Sein ganzes Leben lang beschrieben andere Zeitungen und Sportjournalisten seine Leistungen in einem ähnlichen rassistischen Kontext.

## Vermächtnis

### Olympische Rehabilitierung
Über die Jahre gab es verschiedene Versuche, Thorpes olympische Leistungen wieder anzuerkennen, doch amerikanische Sportfunktionäre, allen voran IOC-Präsident Avery Brundage, blockten diese jeweils ab. Brundage meinte einmal dazu: „Unwissenheit ist keine Entschuldigung.“ Am hartnäckigsten für Thorpes Rehabilitierung setzten sich der Autor Robert Wheeler und dessen Ehefrau Florence Ridlon ein. Wheeler konnte in einer 1975 erschienenen Biografie nachweisen, dass Thorpes Disqualifikation unrechtmäßig gewesen war. Das Ehepaar brachte die Amateur Athletic Union und das United States Olympic Committee dazu, ihren damaligen Beschluss umzustoßen und Thorpes Amateurstatus vor 1913 wiederherzustellen.
Wheeler und Ridlon gründeten 1982 eine Stiftung namens Jim Thorpe Foundation und schafften es, die Unterstützung des US-Kongresses zu erhalten. Mit dieser Rückendeckung und mit Beweisen, dass Thorpes Disqualifikation nach Ablauf der 30-Tage-Frist erfolgt war und somit gegen damalige Bestimmungen verstoßen hatte, legten sie den Fall dem IOC zur Neubeurteilung vor. Am 13. Oktober 1982 genehmigte der IOC-Exekutivrat Thorpes Rehabilitierung. Gleichzeitig erklärte er ihn zum gemeinsamen Olympiasieger mit Ferdinand Bie und Hugo Wieslander, wobei beide stets betont hatten, Thorpe sei der einzig wahre Sieger gewesen. Zwei von Thorpes Kindern, Gail und William, erhielten in einer Zeremonie am 18. Januar 1983 aus den Händen von IOC-Präsident Juan Antonio Samaranch Nachbildungen der Goldmedaillen von 1912 überreicht. Die Originale waren in Museen ausgestellt worden, wurden dann aber gestohlen und blieben bis heute verschwunden.
Im Juli 2020 begann eine Petition zu kursieren, in der das IOC aufgefordert wurde, Thorpe als einzigen Sieger in seinen Disziplinen bei den Olympischen Spielen 1912 wieder einzusetzen. Unterstützung erhielt diese von Pictureworks Entertainment, das einen Film über Thorpe drehte, und von Billy Mills, dem Olympiasieger von 1964 im 10.000-Meter-Lauf. Das IOC stimmte am 14. Juli 2022 dafür, Thorpe wieder als alleinigen Sieger in beiden Disziplinen einzusetzen.

### Ehrungen
Journalisten nahmen Thorpes Verdienste sowohl zu seinen Lebzeiten als auch seit seinem Tod mit großem Beifall auf. In einer 1950 von Associated Press (AP) unter 400 Sportjournalisten und -reportern durchgeführten Umfrage wurde er zum herausragendsten männlichen Athleten der ersten Hälfte des 20. Jahrhunderts gewählt. Eine weitere von AP durchgeführte Umfrage kürte ihn im selben Jahr zum herausragendsten Footballspieler in der gleichen Zeitspanne. Außerdem ergab eine AP-Umfrage von 1999, dass Thorpe der drittbeste Athlet des Jahrhunderts sei, hinter Babe Ruth und Michael Jordan. Der Fernsehsender ESPN platzierte ihn auf Rang sieben in der Liste der besten nordamerikanischen Sportler.
1963 erhielt Jim Thorpe die höchste Ehre der National Football League, die Aufnahme in die Pro Football Hall of Fame, als einer von 17 Spielern der ersten Verleihungsrunde. In der Ausstellung der Pro Football Hall of Fame in Canton, Ohio, wird mit einer überlebensgroßen Statue an ihn erinnert. Ebenso gehört er den Ruhmeshallen für College Football, der amerikanischen Olympiamannschaften und der Leichtathleten an. 2018 war er einer der ersten zwölf Geehrten der National Native American Hall of Fame.
Ermächtigt durch die gemeinsame Resolution 73 des Senats, erklärte Präsident Richard Nixon den 16. April 1973 zum „Jim-Thorpe-Tag“, um seine landesweite Anerkennung zu fördern. 1986 wurde erstmals der Jim Thorpe Award verliehen; er geht jeweils an den besten Defensive Back (Rückraumverteidiger) im College Football. Am 3. Februar 1998 gab der United States Postal Service eine Briefmarke heraus, um an Thorpe zu erinnern. Ein im Jahr 2007 eingeführter Länderkampf zwischen Zehnkämpfern beziehungsweise Siebenkämpferinnen aus den Vereinigten Staaten und Deutschland trägt ihm zu Ehren den Namen Thorpe Cup. Am 3. Mai 2024 wurde ihm von US-Präsident Joe Biden posthum die Presidential Medal of Freedom verliehen.

### Jim Thorpe (Pennsylvania)

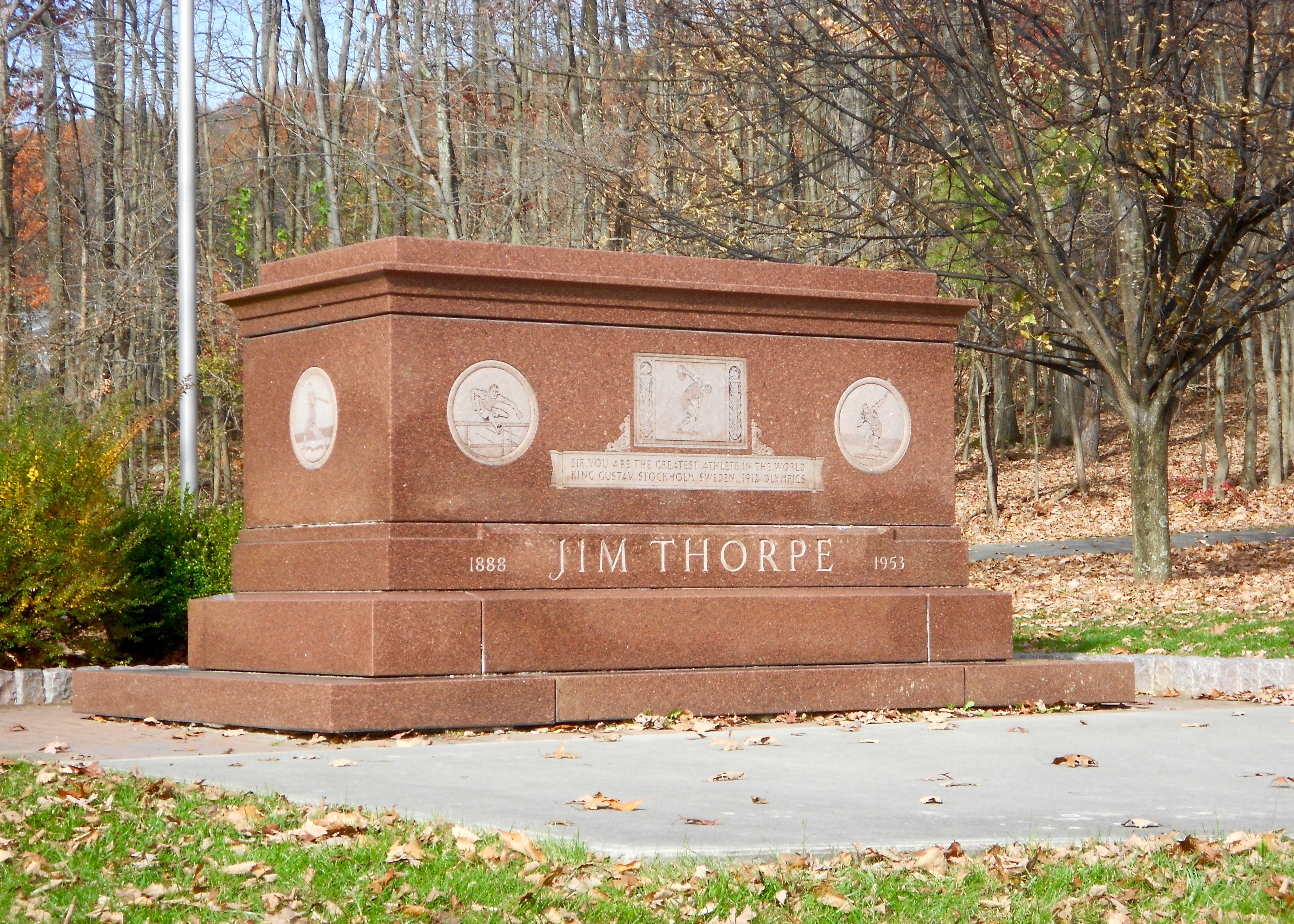
Grab von Jim Thorpe in der gleichnamigen Stadt

Thorpes Leichnam wurde per Eisenbahn von Kalifornien nach Shawnee, Oklahoma, gebracht. Der Trauergottesdienst fand dort in der katholischen St. Benedict Church statt, die Beisetzung im Fairview-Friedhof. Bekannte und Angehörige starteten eine Spendenkampagne, um in der Leichtathletikanlage der Stadt zu seinen Ehren ein Denkmal errichten zu können. Lokale Behördenvertreter ersuchten die Legislative des Bundesstaates um Unterstützung, doch Gouverneur Johnston Murray legte gegen ein Gesetz, das unter anderem eine Förderung in der Höhe von 25.000 Dollar vorsah, sein Veto ein. In der Zwischenzeit ließ die Witwe ohne Wissen der übrigen Familie den Leichnam exhumieren und nach Pennsylvania überführen. Sie hatte erfahren, dass die Kleinstädte Mauch Chunk und East Mauch Chunk in Carbon County nach neuen touristischen Einnahmequellen suchten. Daraufhin schloss die Witwe mit den dortigen Behörden einen Vertrag ab: Thorpes sterbliche Überreste wurden käuflich erworben, und die Einwohner beider Städte entschieden in einer Volksabstimmung, zu fusionieren und die neue Gemeinde Jim Thorpe zu nennen, obwohl der Namensgeber selbst nie dort gewesen war. Das Monument am Stadtrand von Jim Thorpe (Pennsylvania) umfasst sein Grabmal, zwei Statuen, die ihn in athletischen Posen abbilden, sowie mehrere Gedenktafeln.
Jim Thorpes Töchter gaben nachträglich ihre Zustimmung und besuchten mehrmals den nach ihrem Vater benannten Ort. Sein Sohn Jack hingegen reichte im Juni 2010 eine bundesrechtliche Klage ein, da er die Überreste seines Vaters zurück nach Oklahoma holen wollte. Gestützt auf den Native American Graves Protection and Repatriation Act (NAGPRA) argumentierte er, der einzige rechtmäßige Begräbnisort befände sich im Reservat in Oklahoma neben den Gräbern seines Vaters sowie seiner Schwestern und Brüder, etwa eine Meile von seinem Geburtsort entfernt. Er machte geltend, die Vereinbarung zwischen seiner Stiefmutter und den Behörden der Stadt Jim Thorpe (Pennsylvania) sei gegen den Willen anderer Familienmitglieder abgeschlossen worden. Noch bevor der Fall erstinstanzlich verhandelt werden konnte, starb Jack Thorpe 73-jährig im Februar 2011.
Ein Richter am United States District Court urteilte im April 2013, dass das Monument in Jim Thorpe (Pennsylvania) einem Museum im Sinne des NAGPRA gleichkomme und die sterblichen Überreste deshalb zurückgegeben werden müssten, falls ein direkter Nachkomme dies wünsche. Der Anwalt von Thorpes noch lebenden Söhnen Richard und William, die mit Jacks Vorgehen nicht einverstanden gewesen waren, kündigte daraufhin einen Rekurs an. Das United States Court of Appeals des dritten Bezirks hob am 23. Oktober 2014 das Urteil der Vorinstanz auf und entschied im Sinne der Stadt Jim Thorpe. Gemäß der Rechtsprechung des Staates Pennsylvania müssten für eine erneute Umbettung klare und triftige Gründe vorliegen, was hier jedoch nicht der Fall sei. Am 5. Oktober 2015 lehnte der Oberste Gerichtshof der Vereinigten Staaten die Behandlung des Falles ab, womit der Rechtsstreit effektiv seinen Abschluss fand.

## Filmografie (Auswahl)
- 1931: Touchdown!
- 1931: Buffalo Bill, der tollkühne Reiter 1. Teil (Battling with Buffalo Bill)
- 1932: Mein Freund, der König (My Pal, the King)
- 1932: Air Mail
- 1933: King Kong und die weiße Frau (King Kong)
- 1934: Der Todesreiter (The Red Rider)
- 1935: Rivalen der Tankstelle (One Run Elmer, Kurzfilm)
- 1935: Tom Mix, der Wunderreiter (The Miracle Rider)
- 1935: She – Herrscherin einer versunkenen Welt (She)
- 1935: Das Tal des Todes (Wanderer of the Wasteland)
- 1935: San Francisco im Goldfieber (Barbary Coast)
- 1935: Der Untergang von Pompeji (The Last Days of Pompeii)
- 1935: La Fiesta de Santa Barbara (Kurzfilm)
- 1935: Unter Piratenflagge (Captain Blood)
- 1936: Unter zwei Flaggen (Under Two Flags)
- 1937: Sternschnuppen (Pick a Star)
- 1937: Die große Stadt (Big City)
- 1937: Die Spielhölle von Wyoming (Born to the West)
- 1939: Rache für Alamo (Man of Conquest)
- 1939: Geronimo, die Geißel der Prärie (Geronimo)
- 1940: Knute Rockne, All American
- 1941: Hier ist John Doe (Meet John Doe)
- 1941: Sein letztes Kommando (They Died with Their Boots On)
- 1945: The Vampire’s Ghost
- 1945: Der Weg nach Utopia (Road to Utopia)
- 1949: Sprung in den Tod (White Heat)
- 1950: Westlich St. Louis (Wagon Master)